# Puna-tinamoe
De puna-tinamoe (Tinamotis pentlandii) is een vogel uit de familie tinamoes (Tinamidae). De wetenschappelijke naam van de soort is voor het eerst geldig gepubliceerd in 1837 door Vigors.

## Beschrijving
De puna-tinamoe wordt ongeveer 41 cm groot. De rug is bruin met witte stippen, de borst blauwgrijs, en de kop wit met zwarte strepen.

## Voorkomen
De soort komt voor in het middenwesten van Zuid-Amerika, met name in zuidelijkcentraal Peru, noordelijk Bolivia, noordelijk Chili en noordwestelijk Argentinië.

## Beschermingsstatus
Op de Rode Lijst van de IUCN heeft de soort de status veilig.